# Schmidtea mediterranea
Schmidtea mediterranea és una espècie de triclàdide dugèsid que viu al sud d'Europa i a Tunísia. És un model pels estudis de regeneració i desenvolupament de teixits.

## Distribució
Schmidtea mediterranea es troba en algunes àrees costaneres i illes de l'oest del Mediterrani: Catalunya, Menorca, Mallorca, Còrsega, Sardenya, Sicília i Tunísia.

## Reproducció
Aquesta espècie presenta dos tipus de reproducció: sexual anfimíctica i asexual fissípara. La majoria de les poblacions de Schmidtea mediterranea són diploides.
Aquells individus que es reprodueixen per fissió presenten una translocació heteromòrfica entre el primer i el tercer cromosoma, afectant un únic cromosoma de cada parell. Les poblacions diploides de reproducció asexual es troben únicament a Catalunya i a les illes Balears. A Menorca es troba una població triploide també asexual.
Es coneix una població triploid de reproducció sexual a l'illa de Sardenya.

## Immortal
Les planàries de Montjuïc (a les basses del viver municipal dels Tres Pins) i de Menorca són diploides, però presenten una translocació entre els cromosomes 1 i 3, tan sols en un cromosoma de cada parell, fet que probablement impedeix les meiosis normals, aquests animals superen aquesta situació reproduint-se per fissió. Es reprodueixen partint-se en trossos, cadascun dels quals dona vida a un nou exemplar. La població de Barcelona és l'origen de gairebé totes les planàries estudiades en una vintena de laboratoris del món. Els científics volen aprendre d'elles com regenerar un òrgan complet a partir d'un tros. Tres Pins i unes basses de Menorca són els únics reductes coneguts en els quals aquests animals encara viuen fora dels laboratoris.